# Anomaloglossus tamacuarensis
Anomaloglossus tamacuarensis (Myers & Donnelly, 1997) è un anfibio anuro, appartenente alla famiglia degli Aromobatidi.

## Etimologia
L'epiteto specifico, composto da Tamacuar[i] e dal suffisso latino-ensis (che vive in, che abita), si riferisce al luogo della sua scoperta.

## Distribuzione e habitat
Questa specie si trova tra 1160 e 1200 m di altitudine sul tepui Tamacuari (Sierra Tapirapeco) nello stato di Amazonas in Venezuela, e nello stato di Amazonas in Brasile.